# Distretto di Zəngilan
Il distretto di Zəngilan è un distretto dell'Azerbaigian ma a seguito della prima guerra del Nagorno Karabakh ha fatto parte della repubblica del Nagorno Karabakh e incluso nella regione di K'ašat'aġ fino all'ottobre del 2020.
Il capoluogo è l'omonima città, Zəngilan, ribattezzata dai karabakhi Kovsakan.

## Storia
A seguito delle vicende politiche che portarono alla nascita della repubblica del Nagorno Karabakh, l'Azerbaigian si attivò militarmente (fine gennaio 1992) per recuperare il controllo del territorio. Prese avvio così la guerra che, dopo alterne vicende, si concluderà con l'Accordo di Biškek e la firma del cessate il fuoco a maggio del 1994. Nell'autunno del 1993 ad uno ad uno gli armeni prendono il controllo dei distretti meridionali ed occidentali: Zəngilan viene conquistato il primo novembre.
Nell'ottobre 2020 le forze militari azere, nell'ambito della guerra dell'Artsakh del 2020, riprendono il controllo del distretto e del confine di stato tra l'Azerbaigian e l'Iran.